# İlhan Şen
İlhan Şen (ur. 19 grudnia 1987 w Bułgarii) – turecki aktor i model.

## Życiorys
Urodził się 19 grudnia 1987 w Bułgarii, ale w wieku 2 lat przeprowadził się do Stambułu w Turcji, gdzie ukończył studia na uniwersytecie technicznym Yildiz. Rozpoczął przygodę z modelingiem w wieku 17 lat i w 2008 roku wziął udział w konkursie na najlepszego tureckiego modela, gdzie otrzymał nagrodę dla "najlepszego modela w stroju kąpielowym". W 2009 roku wziął udział w tym samym konkursie i zdobył 1. miejsce i tytuł "najlepszego tureckiego modela 2009". Reprezentował Turcję w konkursie "najlepszy model świata 2009" i zdobył tytuł "najlepszego modela Europy". Wziął udział w Fashion Week w Mediolanie.
W 2011 roku zagrał w filmie krótkometrażowym Perspective. Powrócił do aktorstwa w 2018 roku i zagrał w serialach Fatih i Şahin Tepesi. W latach 2018–2019 grał w serialu Eşkıya Dünyaya Hükümdar Olmaz. W  2020 roku zagrał w serialu Ramo i w filmie Oto właśnie my. Rok później zagrał w serialach Seni Çok Bekledim oraz Aşk Mantık İntikam.

## Filmografia
| Rok       | Tytuł                         | Rola             |
| --------- | ----------------------------- | ---------------- |
| 2018      | Fatih                         | Şehzade Alâaddin |
| 2018      | Şahin Tepesi                  | Mete             |
| 2018-2019 | Eşkıya Dünyaya Hükümdar Olmaz | Ferman Façali    |
| 2020      | Ramo                          | Neco             |
| 2021      | Seni Çok Bekledim             | Erol             |
| 2021      | Aşk Mantık İntikam            | Ozan Korfali     |

| Rok  | Tytuł          | Rola      |
| ---- | -------------- | --------- |
| 2011 | Perspective    | Shell 001 |
| 2020 | Oto właśnie my | model     |